# Liber Quiñones
Liber Daniel Quiñones Prieto (sinh ngày 11 tháng 2 năm 1985 ở Montevideo, Uruguay) là một tiền vệ bóng đá người Uruguay, hiện tại thi đấu cho Santa Tecla của Salvadoran Primera División.

## Đội bóng
- Racing de Montevideo 2006-2010
- Cobreloa 2010
- Racing de Montevideo 2011
- Gimnasia LP 2011
- Racing de Montevideo 2012–2013
- Danubio 2013
- Veracruz 2014
- Universitario de Deportes 2015
- Racing de Montevideo 2015–2017
- Santa Tecla 2018–